# Aage Bohr
Aage Niels Bohr, född 19 juni 1922 i Köpenhamn, död 8 september 2009 i Köpenhamn, var en dansk fysiker och nobelpristagare. Han var son till nobelpristagaren Niels Bohr. Aage Bohr, Ben R. Mottelson och James Rainwater tilldelades Nobelpriset i fysik 1975 för "upptäckten av sambandet mellan kollektiva rörelser och partikelrörelser i atomkärnor, samt den därpå baserade utvecklingen av teorien för atomkärnans struktur".

## Biografi
Bohr påbörjade studier i fysik vid Köpenhamns universitet 1940, och har själv uppgett sig vara inspirerad till sitt ämnesval av den internationella miljö av fysiker som fanns runt hans far i Köpenhamn under hans uppväxt. I oktober 1943 flydde han, och resten av familjen Bohr, till Sverige för att undkomma att gripas av den nazistiska ockupationsregimen. En tid senare följde han sin far till England, och fungerade under denna tid som faderns sekreterare och assistent, då de båda var knutna till Manhattanprojektet. I augusti 1945 kunde han återkomma till Danmark och återuppta sina studier, och avlade magisterexamen 1946.
Han doktorerade 1954 på avhandlingen Rotational States of Atomic Nuclei och blev 1956 professor vid Köpenhamns universitet. 1963-1970 var han föreståndare för Niels Bohr-institutet, och från 1975 var han direktör för NORDITA.
Hans forskning gällde till stor del atomkärnornas struktur.
Bohr var ledamot av Det Kongelige Danske Videnskabernes Selskab och flera lärda akademier utanför Danmark, bland annat Kungliga Vetenskapsakademien i Sverige. Han var hedersdoktor vid universiteten i Manchester, Oslo, Heidelberg, Trondheim och Uppsala.
Aage Bohr avled den 8 september 2009.

## Utmärkelser
- Dannie Heineman-priset för matematisk fysik,  1960[18]
- H.C. Ørsted-medaljen,  1970[19]
- Rutherford-medaljen,  1972[20]
- John Price Wetherill-medaljen,  1974[21]
- Nobelpriset i fysik, med  Ben R. Mottelson och James Rainwater,  1975[22][23]
- Ole Rømer-medaljen,  1976[24]
- Hedersdoktor vid Pekinguniversitetet,  1985[25]
- Atoms for Peace Award

[Redigera Wikidata]